# Jucainí
Jucainí es una localidad y pedanía española perteneciente al municipio de Cuevas del Almanzora, en la provincia de Almería. Está situada en la parte nororiental de la comarca del Levante Almeriense. Cerca de esta localidad se encuentran los núcleos de La Portilla, Arnilla, Cuevas del Almanzora capital, El Morro, El Martinete y Aljarilla.

## Demografía
Según el Instituto Nacional de Estadística de España, en el año 2019 Jucainí contaba con 128 habitantes censados, lo que representa el 0,91% de la población total del municipio.

### Evolución de la población
| Gráfica de evolución demográfica de Jucainí entre 2009 y 2019 |
|                                                               |
| Datos según el nomenclátor publicado por el INE.              |

## Comunicaciones

### Carreteras
La principal vía de comunicación que transcurre junto a esta localidad es:
| Identificador | Denominación                                            | Itinerario                                  |
| ------------- | ------------------------------------------------------- | ------------------------------------------- |
| A-332         | De Cuevas del Almanzora a Límite de la Región de Murcia | Cuevas del Almanzora - San Juan de Terreros |

Algunas distancias entre Jucainí y otras ciudades:
| Ciudades             | Distancia (km) |
| -------------------- | -------------- |
| Cuevas del Almanzora | 2              |
| Vera                 | 7              |
| Almería              | 95             |
| Murcia               | 127            |
| Granada              | 201            |